# Hawarden (Regno Unito)
Hawarden è un centro abitato del Galles, situato nella contea del Flintshire.